# Nymphargus laurae
Nymphargus laurae är en groddjursart som beskrevs av Diego F. Cisneros-Heredia och Roy McDiarmid 2007. Nymphargus laurae ingår i släktet Nymphargus och familjen glasgrodor. IUCN kategoriserar arten globalt som akut hotad. Inga underarter finns listade i Catalogue of Life.